# 約托科
約托科是哥倫比亞的城鎮，位於該國西部，由考卡山谷省負責管轄，始建於1622年，面積321平方公里，海拔高度609米，2005年人口15,155，人口密度每平方公里47.21人。
3°52′N 76°23′W / 3.867°N 76.383°W